# Masverk

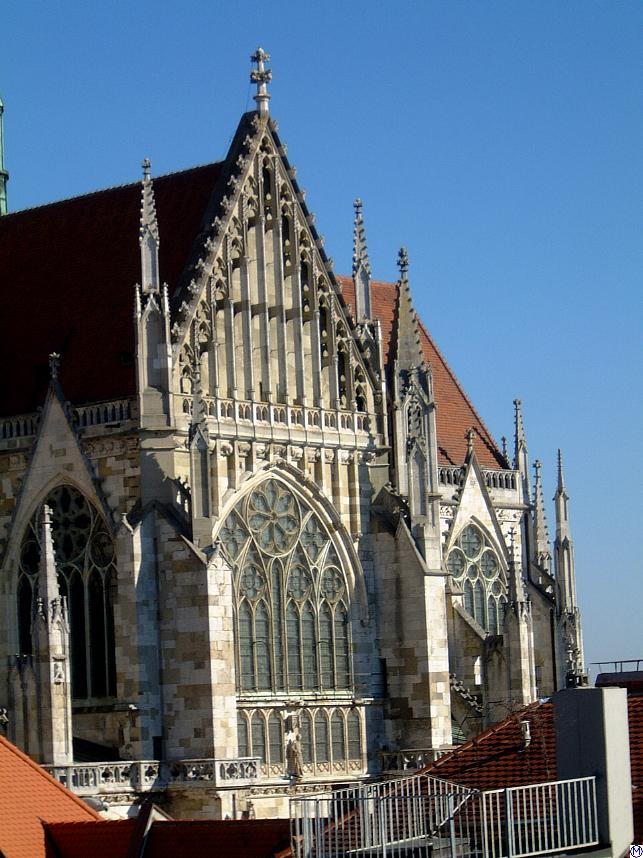
Masverksgavel på Petersdomen i Regensburg.

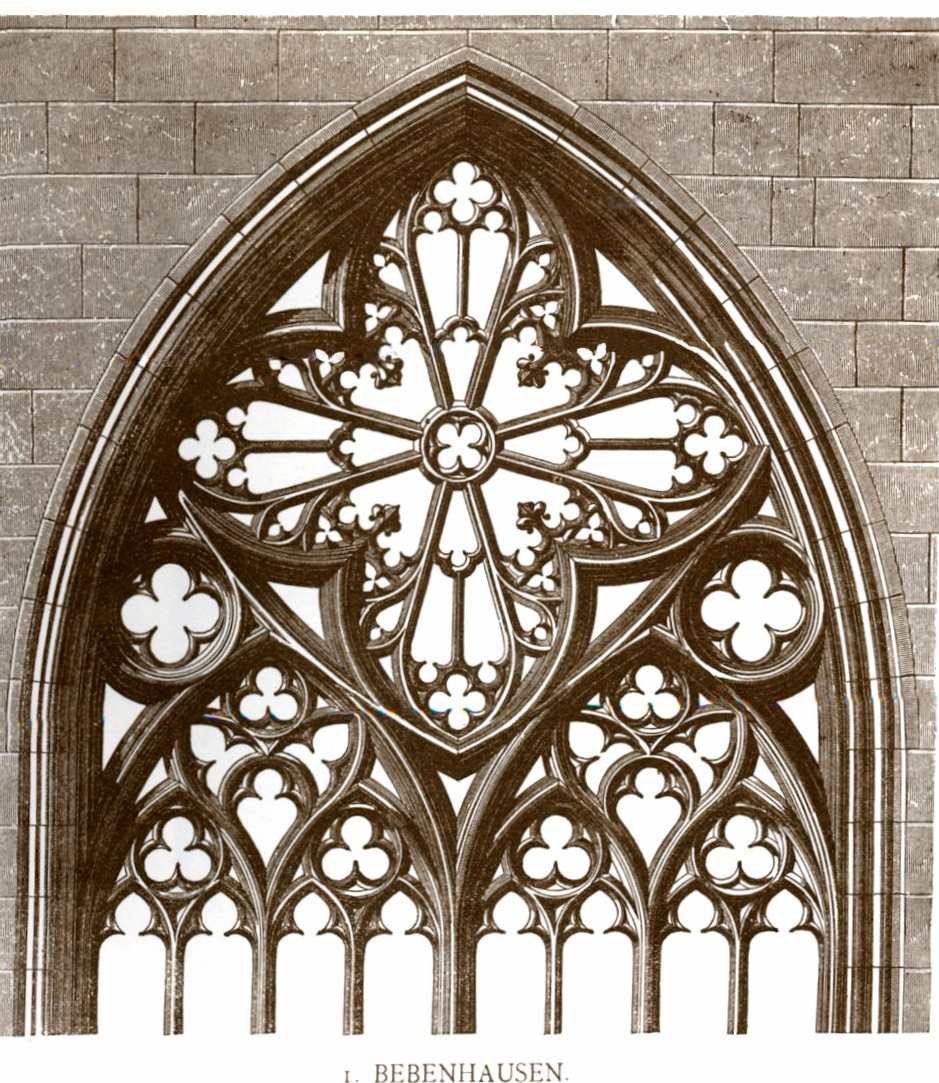
Fönster med masverk.

Masverk (tyska: Maßwerk) är ett dekorationssystem i gotisk konst och arkitektur av trä-, aluminium-, järn-, sten- eller blylister som bildar en stomme fylld med glasrutor.
Termerna spröjsverk, masverk, rosverk, stavverk och fönsterbågverk används ofta synonymt men egentligen är spröjsen endast ett smalt avdelande stycke av sten, järn, bly eller trä mellan två glasrutor. Masverket innefattar både spröjs och annat stavverk tillsammans med det förenande bågverket upptill. Masverkets övre del kallas rosverk på grund av att det ofta har rosettformer eller andra svängda linjer.
Under den tidiga medeltiden, då de gammalkristna och bysantinska basilikorna byggdes, var glasproduktionen låg. Glaset kunde bara fås i små stycken och var dyrt att täcka in fönster med. I fönsteröppningarna sattes skivor av marmor eller alabaster med små öppningar, i vilka glas infogades.
Den romanska stilens välvda kyrkor hade tjocka murar med fönsteröppningar som ofta var mycket smala, bredder på endast 15–20 centimeter var inte ovanligt, bland annat på grund av det höga priset på glas. Om fönstren var för stora delades de upp med kolonner och bågar och försågs på insidan med glasfönstrens rutverk av trä eller järn.
Vid införandet av det enklare gotiska välvningssystemet kunde murarna göras tunnare och fönstren bredare. Glasfabrikationen hade vid den tiden gått framåt och under 1100- och 1200-talen utvecklades fönsterarkitekturen med ros- och spröjsverk i sten. Eftersom valvspänningen motverkades av strävpelare, kunde murarna göras tunnare och fönstret kunde täcka hela väggytan mellan strävpelarna.
För att stora muröppningar skulle kunna täckas med glas, var det nödvändigt att dela upp öppningen i mindre fält. Delningen gjordes med vertikala stavar och spröjsar som upptill förenades med ett bågverk. Även fönsternischens sidor dekorerades med stavverk och allt arbete utfördes i sten. Detta var det så kallade masverket.
Masverksprofilerna går mer på djupet än på bredden av två anledningar, dels för att spröjsverket skulle stå emot vindens påfrestning på de stora glasytorna och dels för att släppa in så mycket ljus som möjligt.
För större fönster sammansattes masverksprofilerna så att de kunde delas upp i mindre sektioner, som passade för finare spröjsar i masverkets underindelningar. För detta finare spröjsverk gällde som regel att de skulle visa stenhuggarnas originalitet. I Frankrike fick liknande fönstermasverk benämningen broderie
Inom gotiken fick masverket ett brett användningsområde, dels för bland annat inom konstruktion av tornhjälmar och bröstningar, och dels i dekorativt syfte.
Masverkets utveckling ägde till stor del rum mellan de romanska och gotiska byggnadsstilarna. Det första kända utförandet var i katedralen i Amiens 1235, där det är komponerat i geometriska mönster vilket var i överensstämmelse med det estetiska idealet vid gotikens skapande. Under gotikens senare del fick de geometriska formerna ge vika för mer godtyckliga figurer som var sammansatta av till exempel fiskblåseliknande konturer.